# 日本外国人作家一覧
日本外国人作家一覧（にほんがいこくじんさっかいちらん）は、日本語で著述する外国人（日本に帰化した人も含む）作家の一覧である。

## 各国別

### 朝鮮・韓国
在日朝鮮人文学の項目を参照すること。日本語を母語とする者、帰化者も多い。
- 金達寿
- 許南麒
- 金泰生
- 金石範
- 金時鐘
- 鄭承博
- 李恢成
- 梁石日
- 金重明
- 柳美里
- 玄月

### 中国
- 楊逸
- 田原

### 台湾
- 邱永漢
- 陳舜臣
- 黄文雄 (評論家)
- 東山彰良
- 三木なずな
- 李琴峰

### アメリカ
- リービ英雄
- アーサー・ビナード
- トニー・ラズロ
- デーブ・スペクター
- グレゴリー・ケズナジャット
- マーニー・ジョレンビー
- アレックス・カー
- ドナルド・キーン
- デーブ・スペクター
- 厚切りジェイソン
- ルース・マリー・ジャーマン・白石
- ビアンキ・アンソニー
- Dogen

### イギリス
- C・W・ニコル

### スイス
- デビット・ゾペティ

### フランス
- マブソン青眼

### イラン
- シリン・ネザマフィ

### オーストラリア
- ドゥーグル・J.リンズィー
- ロジャー・パルバース

### フィンランド
- ツルネン・マルテイ